# Pavlovsky Posad
Pavlovsky Posad (tiếng Nga: Павловский Посад) là một thành phố Nga. Thành phố này thuộc chủ thể Moskva Oblast, cự ly 68 kilômét (42 mi) so với Moskva, tại nơi hợp lưu của sông Klyazma và sông Vokhna.. Thành phố có dân số 61.982 người (theo điều tra dân số năm 2002). Đây là thành phố lớn thứ 265 của Nga theo dân số năm 2002. Dân số qua các năm: 63,771 (Điều tra dân số 2010); 61,982 (Điều tra dân số 2002); 71,297 (Điều tra dân số năm 1989).
Tuyến đường ray Moscow–Vladimir chạy qua thành phố.